# 唐日貿易
唐日貿易，一稱日唐貿易，通常是指唐朝與日本之間的貿易關係。

## 概要
參照遣唐使的紀錄，日本主要向唐朝輸出銀礦、紡織布料，而從唐朝進口紡織成品、香料（唐辛子）、中藥、佛具、經典書籍。唐日貿易初期是伴隨遣唐使的朝貢貿易進行，安史之亂以前唐律禁止人民出海，私人貿易較難進行。安史之亂後唐中央對地方控制降低，沿海地方藩镇發現貿易有利可圖，因此鼓勵對外貿易，開始有大量唐商前往日本貿易，取代遣唐使的貿易功能。
唐朝商船大多前往日本博多，抵達後由鴻臚館接待並通知大宰府，大宰府派信使前往京都。其後，日本朝廷派出唐物使，優先購買佛經、佛像、佛具、藥材、香料等朝廷及貴族需要的物品。其餘的商品由當地豪族和有影響的寺社購入，此一買賣方式稱為「官司先買」。商人在鴻臚館停留3到6個月。住宿和膳食由鴻臚館提供。除了唐朝商人外，新罗商人也參與唐日貿易之中。

## 相關人士

### 日本人
- 圓珍
- 惠運

### 新羅商人
- 張保皋

### 唐朝商人
- 竇乂，扶風郡平陵縣人，唐德宗時的長安富商。幼年喪父，十三歲時買舅舅從安州帶回來的鞋開始經商。
- 李處人 (唐朝) ，唐朝時往來唐朝與日本之間的商船主。

## 關聯項目
- 遣唐使
- 朝貢貿易